# Corinthians São Paulo (Frauenfußball)
Die Frauenfußballabteilung des Sportvereins Corinthians São Paulo (offiziell: Sport Club Corinthians Paulista) aus Brasilien existiert seit 1997 mit einer Unterbrechung von 2009 bis 2015.

## Geschichte
Die Fußballabteilung für Frauen von Corinthians wurde 1997 gegründet, als Beitrag des Vereins zur Förderung des brasilianischen Frauenfußballs, nachdem die Nationalmannschaft der Frauen bei vorangegangenen Turnieren im internationalen Vergleich ein erkennbar unterklassiges Niveau offenbart hat. Nach elf Jahren ohne bedeutende Erfolge wurde das Team nach der Saison 2008 aufgelöst.
2016 kehrte Corinthians in Form einer Vereinskooperation mit dem Grêmio Osasco Audax unter der Bezeichnung Corinthians/Audax in den Frauenfußball zurück. Während der unterklassige Verein aus Osasco die Trainings- und Spielstätten gestellt hat, sorgte Corinthians für den finanziellen Unterhalt des Teams, wodurch man einige der besten Nachwuchstalente Brasiliens verpflichten konnte, wie zum Beispiel das Sturmduo Gabi Nunes und Byanca Brasil. Als Übungsleiter konnte der vormalige Meistertrainer Arthur Elias gewonnen werden. Unter dem Logo des GO Audax gewann die Kooperative in jener Saison sofort den brasilianischen Verbandspokal (CdB fem. 2016).
Trotz einer Ankündigung zur Fortsetzung der Kooperation für die kommende Saison im Winter 2016, hat sich Corinthians im Frühjahr 2017 doch zur Aufstellung eines vereinseigenen Teams entschlossen, um mit diesem zur Premierensaison der neugebildeten ersten Spielklasse (Série A1) anzutreten. Dabei hat man den Personalkern der Pokalsiegermannschaft des Corinthians/Audax samt Trainer an sich binden können. Mit dem Kern dieser Mannschaft ist die Kooperative auch im Wettbewerb der Copa Libertadores Femenina 2017 in Paraguay antreten, den sie am 21. Oktober 2017 nach einem Finalsieg über CSD Colo-Colo auch gewinnen konnte.
Hohe Ambitionen verfolgte Corinthians in der Saison 2018, die durch eine breitere Aufstellung des Kaders mit neu angeworbenen Spitzenspielerinnen und Talenten erreicht werden sollten. Der Verlust seiner Offensivabteilung durch den verletzungsbedingten Ausfall von Gabi Nunes und den Wechsel von Byanca Brasil nach China kompensierte der Club durch die Bildung einer Angriffstrias um Millene, Adriana und Gabi Zanotti. Als einer der Topfavoriten erreichte Corinthians, angeführt von Routinierin Grazielle, erwartungsgemäß die Finalspiele der Paulista-Staatsmeisterschaft und der brasilianischen Meisterschaft. Im ersteren ihren ärgsten Rivalinnen vom Santos FC noch unterlegen, wurden die Frauen von Corinthians im letzteren gegen den Rio Preto EC (1:0, 4:0) ihrer Favoritenrolle gerecht und sicherten sich so ihren ersten Meistertitel. Die Erfolgsphase konnte Corinthians auch in der Saison 2019 weiterschreiben, die mit einem nationalen wie weltweiten Rekord im Vereinsfußball gekrönt wurde. Durch den 6:0-Sieg gegen die AA Ponte Preta in der Staatsmeisterschaft am 10. August 2019 wurde die bis dahin von den Herren des Coritiba FC gehaltene brasilianische Rekordmarke von vierundzwanzig Pflichtspielsiegen in Folge aus dem Jahr 2011 überboten. Schließlich schlug der Club im Viertelfinalrückspiel der Série A1 am 21. August 2019 durch ein Tor von Millene den São José EC mit 1:0, sicherte sich damit den nun 28. Sieg in Folge in einem Pflichtspiel und überbot damit die bis dahin gehaltene Marke von 27 Siegen der Herren vom The New Saints FC aus Wales aus dem Jahr 2016. Die Rekordserie endete nach 34 Siegen (je 17 in der Série A1 und in der Staatsmeisterschaft) am 22. September 2019 just im Finalhinspiel um die brasilianische Meisterschaft nach einem 1:1 gegen Ferroviária. Auch im Finalrückspiel am 29. September 2019 im eigenen Stadion kam das hochfavorisierte Team nicht über ein 0:0-Unentschieden hinaus und musste sich im entscheidenden Elfmeterschießen dem Überraschungsteam aus Araraquara geschlagen geben. Revanche nehmen konnte Corinthians dafür durch einen 2:0-Sieg über Ferroviária im Finale um die Copa Libertadores 2019 am 28. Oktober 2019 im Estadio Olímpico Atahualpa zu Quito, nach Toren von Giovanna Crivelari und Juliete, und konnte damit den zweiten internationalen Titelgewinn für den Club erringen. Die Spielzeit 2019 beendete Corinthians mit einem weiteren Rekord. Anlässlich des letzten gegen den São Paulo FC siegreich gestalteten Finalspiels um die Paulista-Staatsmeisterschaft war der Club am 16. November in der Arena Corinthians Gastgeber des neuen Zuschauerrekords im brasilianischen Frauenfußball von 28.862 gezählten Einlässen.
In der Saison 2021 gewann der Club zum dritten Mal den brasilianischen Meistertitel durch die erste Titelverteidigung in der Meisterschaftshistorie, nachdem das von Tamires angeführte Team sich in den Finalspielen gegen den Erzrivalen SE Palmeiras (siehe Derby Paulista) durchsetzen konnte. 2022 wurde der Meisterschaftshattrick durch den Finalsieg gegen den SC Internacional aus Porto Alegre vervollständigt. Die Erfolgsserie setzte sich 2023 mit der fünften Meisterschaft fort, durch einen Finalsieg gegen Ferroviária. Wenige Tage zuvor war die Ernennung von Arthur Elias zum neuen Trainer der brasilianischen Nationalauswahl der Frauen bekannt gegeben wurden. Am 21. Oktober 2023 gewann der Club zum vierten Mal die Copa Libertadores nach einem 1:0-Finalsieg gegen den Rivalen und Titelverteidiger Palmeiras und wurde damit Rekordtitelträger dieses Wettbewerbs. Das Training für die letzten Finalspiele in der Staatsmeisterschaft wurde von seinem Assistent Rodrigo Iglesias übernommen, der das Team im Halbfinale zu einem historischen 8:0-Sieg gegen Palmeiras (Derby Paulista) und danach im Finale gegen São Paulo FC zum Titelgewinn führte. Anschließend wechselte Iglesias ebenfalls zum CBF, um dort wieder die Assistenz für Elias zu übernehmen. Als neuer Cheftrainer wurde im Dezember 2023 Lucas Piccinato vorgestellt.

## Erfolge
International:
| CONMEBOL Copa Libertadores Feminino | (5×): | 2017, 2019, 2021, 2023, 2024 |

National:
| Brasilianische Meisterschaft      | (6×): | 2018, 2020, 2021, 2022, 2023, 2024 |
| Brasilianischer Pokal             | (1×): | 2016                               |
| Brasilianischer Superpokal        | (3×): | 2022, 2023, 2024                   |
| Staatsmeisterschaft von São Paulo | (4×): | 2019, 2020, 2021, 2023             |
| Staatspokal von São Paulo         | (1×): | 2022                               |

Nachwuchs:
| Brasilianische U16-Meisterschaft      | (1×): | 2021 |
| U15-Staatsmeisterschaft von São Paulo | (1×): | 2023 |

## Torschützenköniginnen
| Brasilianische Meisterschaft 2019: Millene (19 Tore) | 0 | Staatsmeisterschaft von São Paulo 2009: Nilda (19 Tore) 2019: Victória Albuquerque (11 Tore) 2020: Gabi Nunes (11 Tore) 2023: Victória Albuquerque (10 Tore) |

## Trainerhistorie (unvollständig)
| Name des Trainers      | Zeitraum  | Bemerkung |
| ---------------------- | --------- | --- |
| Marcelo Tadeu Passiani | 1998      | |
| Arthur Elias           | 2016–2023 | 4× Copa Libertadores: 2017, 2019, 2021, 2023 5× Brasilianische Meisterschaft: 2018, 2020, 2021, 2022, 2023 1× Brasilianischer Pokal: 2016 2× Brasilianischer Superpokal: 2022, 2023 3× Staatsmeisterschaft von São Paulo: 2019, 2020, 2021 1× Staatspokal von São Paulo: 2022 |
| Rodrigo Iglesias       | 2023      | 1× Staatsmeisterschaft von São Paulo: 2023 |
| Lucas Piccinato        | seit 2023 | 1× Copa Libertadores: 2024 1× Brasilianische Meisterschaft: 2024 1× Brasilianischer Superpokal: 2024 |